# 大熊昭信
大熊 昭信（おおくま あきのぶ、1944年 - ）は、日本の英文学者、元成蹊大学教授。英文学、文化人類学が専門。

## 経歴
群馬県出身。1967年東京教育大学英文科卒。東京都立大学 (1949-2011)大学院修士課程修了、74年東京教育大学大学院修士課程修了。佐賀大学助教授、81年京都教育大学助教授、88年筑波大学助教授、教授、95年「ウィリアム・ブレイクの<四重の人間> -性愛と友愛と犠牲」で筑波大文学博士。2000年成蹊大学文学部教授。

## 著書
- わが肉体-大熊昭信詩集 新世紀書房 (制作)、1978
- ブレイクの詩霊 脱構築する想像力 八潮出版社、1988.11.
- 感動の幾何学 1 (方法としての文学人類学)  彩流社、1992.11.
- 感動の幾何学 2 (文学的人間の肖像) 彩流社、1994.1.
- ウィリアム・ブレイク研究 「四重の人間」と性愛、友愛、犠牲、救済をめぐって 彩流社, 1997.5.
- 文学人類学への招待 生の構造を求めて 日本放送出版協会〈NHKブックス〉、1997.6.
- D・H・ロレンスの文学人類学的考察 性愛の神秘主義、ポストコロニアリズム、単独者をめぐって 風間書房、2009.3.

## 翻訳
- トマス・ペイン 社会思想家の生涯 A.J.エイヤー 法政大学出版局、1990.10. 叢書・ウニベルシタス
- ルイス・キャロルと乾いたナンセンス、エドワード・リアと熱いナンセンス チェスタトン 澁澤龍彦文学館.7 諧謔の箱 筑摩書房、1991.8.
- 天国の歴史 コリーン・マクダネル、バーンハード・ラング 大修館書店、1993.7.
- ポストモダン・シーン アーサー・クローカー、デイヴィッド・クック 法政大学出版局 1993.2. 叢書・ウニベルシタス
- エコロジーの道 人間と地球の存続の知恵を求めて エドワード・ゴールドスミス 法政大学出版局、1998.9. 叢書・ウニベルシタス
- 記号学の基礎理論 ジョン・ディーリー 法政大学出版局、1998.1. 叢書・ウニベルシタス